# Кале (Лот)
Кале (фр. Calès) насеље је и општина у јужној Француској у региону Миди Пирене, у департману Лот која припада префектури Гурдон.
По подацима из 2011. године у општини је живело 172 становника, а густина насељености је износила 5,02 становника/km². Општина се простире на површини од 34,23 km². Налази се на средњој надморској висини од 277 метара (максималној 295 m, а минималној 99 m).

## Демографија
| 1962. | 1968. | 1975. | 1982. | 1990. | 1999. | 2011. |
| ----- | ----- | ----- | ----- | ----- | ----- | ----- |
| 114   | 139   | 131   | 130   | 141   | 149   | 172   |

График промене броја становника у току последњих година